# Acaray
Acaray, também conhecida como Fortaleza de Acaray é um sítio arqueológico no Peru localizado no Vale do Rio Huaura próximo a costa norte do Peru (região do Norte Chico , também conhecida como Caral). Esta impressionante fortaleza está localizada em uma série de três colinas, cada uma cercada de uma série de muralhas perimetrais que têm parapeitos e baluartes e chegam até 4 metros de altura, e se apresentam como um testemunho da natureza militar do lugar. Datações de rádio carbono estabeleceram que a fortaleza foi construída entre 900 e 200 a.C. e abandonada entre 1000 e 1470. Cercando a colina da fortaleza estão áreas de ocupação mais baixas e extensas cemitérios, que foram saqueados . As cerâmicas coletadas na superfície indicaram uma ocupação principal datada do Período Intermediário Tardio (1000-1476)..

## História
A atenção pelo local foi logo observada pelo arqueólogo alemão Hans Horkheimer , que escreveu sobre Acaray em 1962 na revista peruana, Caretas , publicada em Lima . Chamando-a Fortaleza de Huaura , neste artigo afirmava que Acaray era uma fortaleza verdadeira , ao contrário da mais conhecida e vizinha Fortaleza de Paramonga, no Vale do Rio Pativilca , cuja natureza defensiva fora questionada. Horkheimer notou a abundância de pedras de rio jogadas na superfície do local, que provavelmente foram usadas como projéteis ou lajes .
Durante a década de 1970 o interesse sobre Acaray aumentou, e  foi iniciado o primeiro trabalho de arqueólogos na fortaleza. A arqueóloga peruana Mercédes Cárdenas, do Instituto Riva Agüero, escavou em Acaray, entre outros locais costeiros, como parte de um projeto maior para entender o uso de recursos marinhos no passado na costa peruana e obter datas de radiocarbono . Ela liderou uma equipe que pesquisou o vale de Huaura e escavou em vários locais, incluindo o morro fortificado em Acaray. Ela estimou que a Fortaleza de Acaray foi construída entre 900 e 200 a.C. e abandonada entre 1000 e 1470.
Na mesma época, o arqueólogo peruano Arturo Ruiz Estrada, da Universidade Nacional José Faustino Sánchez Carrión, e o engenheiro peruano Domingo Torero visitaram a fortaleza. Eles escreveram um relato detalhado descrevendo as características arquitetônicas da fortaleza.
Em 2004, a arqueóloga norte-americana Margaret Brown Vega, do campus Urbana-Champaign da Universidade de Illinois, iniciou pesquisas em Acaray, realizando um mapeamento intensivo, a análise superficial e escavações, que duraram dois anos.
De acordo com Brown Vega, as construções megalíticas iniciais de Acaray podem ser semelhantes às de Chankillo (região de Ancash) do mesmo período.